# Itapirapuã Paulista
Itapirapuã Paulista è un comune del Brasile nello Stato di San Paolo, parte della mesoregione di Itapetininga e della microregione di Capão Bonito.